# Sancharak
Sancharak (persiska: سانچارَک), eller Sangcharak (سَنگچارَک), är ett distrikt i Afghanistan. Det ligger i provinsen Sar-e Pol, i den norra delen av landet, 290 kilometer nordväst om huvudstaden Kabul. Administrativ huvudort är Tukzar.
Distriktet beräknades år 2022 ha cirka 119 000 invånare.